# Ahuntsic-Cartierville
Ahuntsic-Cartierville (a.yn.ˈtsik/kartje.vil) ist eines von 19 Arrondissements der Stadt Montreal in der kanadischen Provinz Québec. Im Jahr 2011 zählte der 24,2 km² große Stadtbezirk 126.891 Einwohner.

## Geographie
Ahuntsic-Cartierville liegt im Zentrum der Île de Montréal entlang dem Ufer des Rivière des Prairies. Zum Bezirk gehören auch einige kleine Inseln im Fluss: Île aux Chats, Île Perry und Île de la Visitation. Benachbarte Arrondissements der Stadt Montreal sind Pierrefonds-Roxboro im Westen, Saint-Laurent im Süden, Villeray–Saint-Michel–Parc-Extension im Osten und Montréal-Nord im Norden. Darüber hinaus grenzt Ahuntsic-Cartierville im Südosten an die eigenständige Gemeinde Mont-Royal.

## Geschichte
1696 entstand am Flussufer eine Siedlung namens Sault-au-Récollet. Sie erlangte einige Bedeutung als Handelsposten, da Lastkähne an dieser Stelle entladen werden mussten, um eine Stromschnelle zu umgehen. Bis 1721 betrieben die Sulpizianer hier die Missionsstation Notre-Dame-de-Lorette zur Bekehrung der Ureinwohner. 1751 wurde die Pfarrkirche Visitation de la Bienheureuse-Vierge-Marie fertiggestellt. Im Verlaufe des 19. Jahrhunderts entstanden in der Umgebung weitere Dörfer. 1845 kam es zur Gründung des selbstverwalteten Sprengels Sault-au-Récollet, der die verschiedenen Siedlungen zusammenfasste.
Durch mehrere Abspaltungen verkleinerte sich das Gemeindegebiet sukzessive. Den Anfang machte 1897 Ahuntsic, das sogleich den Stadtstatus erhielt. Der Ortsname erinnert an einen gleichnamigen Huronen, der um 1620 als erster Ureinwohner zum Christentum bekehrt worden sein soll. 1898 folgte die Gründung der Gemeinde Saint-Joseph-de-Bordeaux. Ihren Namen erhielt sie von einem Grundstücksmakler, der aus der französischen Stadt Bordeaux stammte. Die Gemeinde erlangte 1907 Stadtstatus und verkürzte den Namen zu Bordeaux.
1906 erfolgte die Gründung der nach George-Étienne Cartier benannten Gemeinde Cartierville. Von dieser wiederum trennte sich 1914 das ganz im Westen gelegene Saraguay. Die nördliche Hälfte des übrig gebliebenen Teils von Sault-au-Récollet trennte sich 1910, woraus die Stadt Montréal-Nord entstand. Im selben Jahr wurden Ahuntsic und Bordeaux nach Montreal eingemeindet, 1916 folgten Cartierville und die südliche Hälfte von Sault-au-Récollet. Saraguay blieb bis 1964 eigenständig. Heute besteht das Arrondissement Ahuntsic-Cartierville aus dem gesamten Gebiet des ehemaligen Sault-au-Récollet, mit Ausnahme von Montréal-Nord.

## Bevölkerung

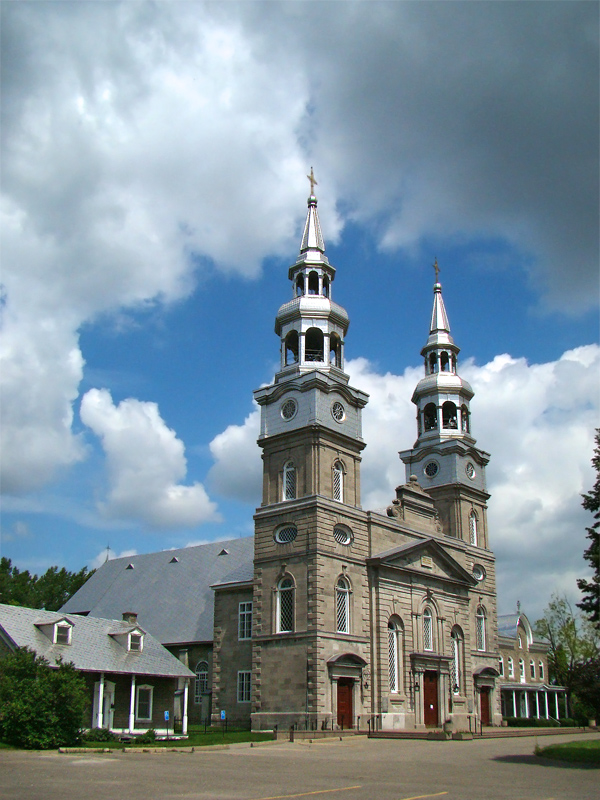
Kirche Visitation de la Bienheureuse-Vierge-Marie

Gemäß der Volkszählung 2011 zählte Ahuntsic-Cartierville 126.891 Einwohner, was einer Bevölkerungsdichte von 5243 Einwohnern/km² entspricht. Von den Befragten gaben 53,7 % Französisch und 5,2 % Englisch als Muttersprache an. Weitere bedeutende Sprachen sind unter anderem Arabisch (10,7 %), Italienisch (5,3 %), Spanisch (4,3 %), Griechisch (3,0 %), Haitianisch (2,5 %) und Armenisch (2,2 %).

## Sehenswürdigkeiten
- Kirche Visitation de la Bienheureuse-Vierge-Marie
- Naturpark Bois-de-Liesse
- Naturpark Île-de-la-Visitation